# Calycobolus claessensii
Calycobolus claessensii är en vindeväxtart som först beskrevs av De Wild., och fick sitt nu gällande namn av Hermann Heino Heine. Calycobolus claessensii ingår i släktet Calycobolus och familjen vindeväxter. Inga underarter finns listade i Catalogue of Life.